# Caribadix
『Caribadix』（カリバディクス）は、2017年5月7日から2019年1月6日まで「JAPAN COUNTDOWN」の番組内で放送されていたショートアニメ。

## 概要
ロッキング・オン×サンリオのコラボ作品。毒舌なリス「カリーナ」と、ロック大好き！見た目よりまじめなオオカミ「ディキー」がバンドを組んでフェスに出ることを目指すストーリー。エッジの効いた会話劇で展開する新感覚ショートコント。

サンリオによる書き下ろしのキャラクターを、ファンワークスがアニメ化。
開始当初のタイトルは『ディキー&カリーナ』だったが、第7回から『Caribadix』に変更された。
2018年4月1日から2ndシーズンに突入し、カリーナ率いるガールズバンドが登場、何らかのショートソングを披露する。
2018年6月11日、SHOWROOMにて、『Caribadix』にCV出演できる権利をかけた声優オーディションを開催することが発表された。
2018年9月14日、フェスに出るためには、有名人の許諾を受けてキャッチーな曲を歌う必要があると気付いたガールズバンドは、つんく♂の許諾を得て「恋愛レボリューション21」をカバーすることになったことをきっかけに、「がおっきー」が「モーニング娘。'18」の応援キャラクターの就任が決定した。10月6日、「恋愛レボリューション21」をCaribadix流にアレンジしてカバーしたMVを公開。

## 登場キャラクター
特記のない声優は不明。
ディキー
声 - 江口拓也
サングラスをかけたワイルドスタイルのオオカミだが、中身はとっても純粋。ビックリするような発言を聞くとサングラスが飛び、かわいいおめめが見えることも。好きな音楽のジャンルはロック。好きな食べ物は味噌汁。2ndシーズンではガールズバンドの聴き役および突っ込みを担当。
カリーナ
声 - 伊達朱里紗
かわいらしい見た目で、ゆるい垂れ目でおっとり系のリスに見えるが、実は中身はとても毒舌。厳しいツッコミをさらっと音楽にのせて炸裂させる。好きな音楽のジャンルはボサノヴァ。好きな食べ物はからあげ。ガールズバンドではギター兼ボーカルを担当。

### 1stシーズン
ナレーション：祐仙勇
クレイン
声 - 祐仙勇
カエル。番組のAD。
ローダ
フクロウ。この辺りで有名な伝説のミュージシャン。「それ以上でも、それ以下でもない。」が口癖。
原田
ヘビ。楽器が出来ないのにバンドのメンバー募集に応募をしてきた。舌を出して「シャー！」 って出来る。
西条
ダンゴムシ。楽器が出来ないのにバンドのメンバー募集に応募をしてきた。丸まれる。
内山田
声 - 江口拓也
カブトムシ。楽器は演奏出来ないが、評論担当としてメンバー募集に応募をしてきた。
E.エティ
イエティ。ひたすら巨大であるため建物に入れない。

### 2ndシーズン
特記のない声優は不明。
チッパー
声 - 江口拓也
前髪が特徴の小さなオオカミ。カリーナとフィーヌの3人組のガールズバンドのメンバーで、ドラムを担当する。ディキーの姪。
フィーヌ
声 - 伊達朱里紗
リボンを付けた吊り目のリス。カリーナとチッパーの3人組のガールズバンドのメンバーで、キーボードを担当。お金持ちのお嬢様。カリーナにフェスに連れて行ってもらってから、ロックが大好きになる。
がおっきー
ピンクの着ぐるみ。オープニングでディキーが着こんでいる。恋愛レボリューション21カバーのMVでは制作過程が描かれている。

## 放送局
2017年5月7日からテレビ東京系「JAPAN COUNTDOWN」日曜9時30分 - 10時の番組内にて放送されている。 
| 配信期間                     | 配信時間       | 配信サイト         |
| ---------------------------- | -------------- | ------------------ |
| 2017年5月7日 - 2018年4月11日 | 日曜更新       | YouTube            |
| 2017年5月8日 -               | 月曜 0:00 更新 | GYAO!              |
| 2018年4月11日 -              | -              | ビデオマーケット   |
|                              |                | music.jp           |
|                              | -              | DMM.com            |
| 2018年4月28日 -              |                | ニコニコチャンネル |
| 2018年5月11日 -              |                | dアニメストア      |
| 2018年5月17日 -              |                | Rakuten TV         |

| 配信期間       | 配信時間        | 配信サイト |
| -------------- | --------------- | ---------- |
| 2018年4月1日 - | 日曜更新        | YouTube    |
| 2018年4月8日 - | 日曜 10:00 更新 | GYAO!      |